# Frank Hardies
Frank Hardies is een Belgisch voormalig korfballer.

## Levensloop
Hardies was actief bij AKC. In 1985 en 1987 werd hij verkozen tot korfballer van het jaar.
Tevens maakte hij deel uit van het Belgisch nationaal team, waarmee hij onder meer zilver won op het wereldkampioenschap van 1987, alsook op de Wereldspelen van 1985 en 1989.
Na zijn spelerscarrière was hij actief als korfbalcoach. Als coach van AKC won zijn team in 2000 zowel de zaaltitel als de Beker van België. Later was hij trainer bij Voorwaarts en vervolgens opnieuw bij AKC. In zijn laatste jaar als trainer bij deze club won hij de zaaltitel.
Zijn partner Monique Vleminckx en hun zoon Jari Hardies waren/zijn eveneens actief in het korfbal.